# Spider-Man and the X-Men in Arcade's Revenge
Spider-Man and the X-Men in Arcade's Revenge är ett SNES-spel från 1992 av LJN. Spelet släpptes till Sega Mega Drive och Sega Game Gear samt Game Boy, och är baserat på Marvelseriefigurerna Spider-Man och X-Men.

## Handling
På första banan kontrollerar spelaren Spider-Man som skall disarmera bomber från en övergiven byggnad. Spider-Man får senare höra att Arcade kidnappat Storm, Cyclops, Wolverine och Gambit. Spelaren skall därefter kontrollera alla spelbara figurer på de olika banorna, innan Spider-Man går upp för slutstriden mot Arcade:

### Fotnoter
1. ↑  Weiss, Brett Alan. ”Spider-Man/X-Men: Arcade's Revenge”. Allgame. Rovi. Arkiverad från originalet den 14 november 2014. https://web.archive.org/web/20141114202107/http://www.allgame.com/game.php?id=14572. Läst 22 januari 2012.